# Драдња
Драдња (мкд. Драдња) је насеље у Северној Македонији, у јужном делу државе. Драдња је насеље у оквиру општине Кавадарци.

## Географија
Драдња је смештена у јужном делу Северне Македоније. Од најближег већег града, Кавадараца, насеље је удаљено 15 km југозападно.
Насеље Драдња се налази у вишем делу области Тиквеш. Село се сместило на северним падинама планине Чаве. Источно од насеља протиче Црна река, која је у овом делу преграђена, па је образовано вештачко језеро, Тиквешко језеро. Насеље је положено на приближно 620 метара надморске висине. 
Месна клима је континентална. 

## Становништво
Драдња је према последњем попису из 2002. године имала 3 становника.
Већинско становништво у насељу су етнички Македонци (100%). 
Претежна вероисповест месног становништва је православље.